# Auratonota aporema
Auratonota aporema es una especie de polillas perteneciente a la familia Tortricidae. Se encuentra en Colombia.